# Eutropia
Eutropia (n.  ?), de origine siriană, a fost soția împăratului roman Maximian. 

## Biografie
La sfârșitul secolului al III-lea, Eutropia s-a căsătorit cu Maximian. Data acestei căsătorii nu este sigură. Ei au avut doi copii, un băiat, Maxențiu (născut între 277 și 287), care a fost împărat al Occidentului din 306 până în 312, și o fiică, Fausta (născută prin 298), care a fost cea de a doua soție a împăratului Constantin cel Mare. Fausta a avut șase copii, între care Constantin al II-lea, Constanțiu al II-lea și Constant.